# Onissexualidade

Bandeira onissexual

Onissexualidade (português brasileiro) ou omnissexualidade (português europeu) é uma orientação sexual que caracteriza os indivíduos que podem ser atraídos, emocional ou sexualmente, por uma pessoa de qualquer gênero ou sexo, levando em consideração o tipo de tal.

## Características
A omnissexualidade envolve o reconhecimento de gênero, o que significa que uma pessoa omnissexual pensará sobre o gênero da pessoa por quem se sente atraída. Ela não vai levar isso em conta, já que se sente atraída por todos os gêneros, mas pode, em particular, ter uma influência na atração pela pessoa.
Dependendo das pessoas omnissexuais, o gênero pode ser um fator de atração: por ser mais atraído por um ou mais gêneros em particular, por ser atraído por coisas diferentes no outro, dependendo de seu gênero. Também pode induzir um comportamento diferente em um relacionamento, dependendo do sexo da outra pessoa, por exemplo. Esse reconhecimento de gênero é expresso de forma diferente em cada pessoa omnissexual. Onissexuais podem ter preferências afetivas, ou uma frequência de atração por determinados gêneros, com diferentes métodos.

### Omnissexualidade e omnirromanticidade
Deve-se também distinguir entre orientação sexual e romântica, sabendo que nem todo mundo sente atração sexual, como é o caso dos assexuais. A orientação romântica ligada à omnissexualidade passa a ser denominada omnirromantismo, onirromantismo ou onirromanticidade e segue os mesmos princípios da omnissexualidade, sem envolver atração sexual. Pessoas omnissexuais são frequentemente omnirromânticas semelhantes, e vice-versa, embora essas duas palavras devam ser distinguidas.
Assim, pessoas cuja orientação sexual é omnissexualidade são consideradas "omnissexuais" ou "onissexuais". E as pessoas cuja orientação romântica é onirromântica ou omnirromântica são chamadas de "onirromântiques", "omnirromântiques", "omnirromânticos" ou "onirromânticos".

### Etimologia
O prefixo omni vem do latim omnis, que significa “todos”, em referência à atração por todos os gêneros e sexos. Oni- é a versão aportuguesada, assim como em ônibus, onipotência, onívoro, onisciência e onipresença.

### Bandeira
Tons de rosa e azul representam espectros feminino e masculino, respectivamente, enquanto o roxo escuro agrupa identidades de gênero não binárias.

## Distinção com pansexualidade
Embora essas duas orientações sexuais possam ser usadas popularmente como sinônimos, há uma distinção real a ser feita, que reside no reconhecimento do gênero da outra pessoa. Na verdade, as pessoas pansexuais, ao contrário, não levam isso em consideração. Pode-se dizer que elas se sentem atraídas por todos os gêneros igualmente, mas eles não pensam neste.
Pode-se ainda enfatizar uma história distinta do termo, como é o caso da bandeira.
Embora essa distinção possa parecer apenas uma nuance, ela tem uma importância real no reconhecimento da omnissexualidade, muitas vezes confundida com pansexualidade e, portanto, não reconhecida.
Enquanto a atração independente de gênero, também chamada de "cega de gênero", pode ser um fator que define a pansexualidade, a onissexualidade pode abranger uma fluidez sexual, também rotulada de abrossexual, ou ainda, o agrupamento da androssexualidade, ginessexualidade e ceterossexualidade.

## Histórico

### Nascimento e história dos termos
Em 1878, Machado de Assis, um renomado escritor brasileiro do século XIX, fez um dos primeiros usos conhecidos até o momento em língua portuguesa dos termos "omnisexual e omnimodo" para sua crítica ao romance "O Primo de Basílio", de Eça de Queirós. A crítica foi publicada no jornal de época, "O Cruzeiro", que, em 16 de abril de 1878, estamparia uma crítica assinada por Eleazar, pseudônimo de Machado de Assis, na capa do Jornal. Machado de Assis classifica o naturalismo e a falta de filtro sexual presente no romance como “reminiscências e alusões de um erotismo que Proudhon chamaria onisexual e onímodo”.
Uma das primeiras aparições do termo onissexualidade data 1959 em "The Holy Barbarians", do poeta Lawrence Lipton. No entanto, a primeira vez que foi usado no contexto da definição atual foi no livro "Sexual Choices: Uma Introdução à Sexualidade Humana" em 1984, então descrito como "um estado de atração por todos os sexos". O termo também foi mencionado por Ramparts em 1968, falando sobre pornografia envolvendo personagens, tratando-o como sinônimo de bissexual. The Village Voice, em 1973, descreveu a imagem de omnissexuais como pansexuais. Em 1974, New York Magazine listou termos para alguém "capaz de fazer sexo com um homem ou uma mulher" e "cuja persuasão sexual é certamente nenhuma novidade", omnissexual foi um deles. A revista também descreveu as New York Dolls (em inglês:  Bonecas de Nova Iorque) como onissexuais. Twiddledum Twaddledum também mencionou omnissexual como uma das formas de amor em 1974. Passing Through the Flame, 1975, descreveu Mick Jagger com um "carisma omnissexual". Na década de 1990, Jimmie Killingsworth empreendeu uma análise do poeta Walt Whitman, encontrando personagem onissexual em Leaves of Grass. Em 2011, The Atlantic notou que sua poesia expressa sexualidade para todos os gêneros, às vezes ainda o mar ou a terra.
Alguns escritos islâmicos falam sobre o tema omnissexualidade, tratando-a como o espúrio da sexualidade feminina. "O discurso erótico, Sabbah argumenta, retrata a mulher como uma força formidável animada por uma energia animal constante, um ‘crack voraz’ omnissexual em busca de prazer". Um texto de 1987 descreve mulheres, nesse contexto, como "seres omnissexuais que transgridem os limites raciais e de classe da ordem social muçulmana na busca da satisfação sexual pessoal".
Foi somente ao longo dos anos, e particularmente a partir dos anos 2000 graças à Internet, que este termo tomou a descrição atual que implica uma consideração de gênero e que se popularizou, particularmente após a cunhagem independente de omnigénero/onigênero na anglosfera, por volta de 2014, que era sinônimo de pangênero, ou ainda poligênero. Com a saída do armário de Brendon Urie e Janelle Monáe como pansexuais, a mídia começou a popularizar termos não-monossexuais na corrente dominante.
Em 2003, no livro The Queer God, sobre teologia queer, Marcella Althaus-Reid descreve Deus como uma entidade não apenas não-habitual mas também omnissexual, além das categorias multitudinais onipotente e onipresente.
É possível encontrar distinções anteriores a cunhagem independente, em que omnissexualidade era definida como atração independente de gênero, ou ainda que o prefixo omni tem origem pan-europeia enquanto pan pan-americana. Contudo, omnissexualidade e pansexualidade eram usadas intercambiavelmente, incluindo aderentemente atrações dependentes ou conscientes de gênero.
Um termo para descrever sexualidade, usando o mesmo prefixo, aparece na década de 1920, com o sufixo futuente vindo do latim futuēre, foder. Omnifutuente, ou onifutuente, seria alguém tolerante a práticas sexuais com todos os sexos ou capaz de praticar atividades homossexuais e heterossexuais.

### Celebração
A omnissexualidade e o omnirromantismo ou onirromantismo (a onirromanticidade ou omnirromanticidade) são celebrados durante o mês do orgulho, e têm seu próprio dia de celebração, 6 de junho, comemorado a partir de 2020, segundo calendários que circulam nas redes. 21 de março também foi declarado como dia da visibilidade ou consciência onissexual, através do Reddit.